# 羅曼努斯三世
羅曼努斯三世·阿爾吉羅斯（希臘語：Ρωμανός Γ΄ Αργυρός，拉丁化：Romanus III Argyrus；968年－1034年4月11日）是拜占庭帝國的皇帝，統治期間為1028年11月15日至1034年4月11日。羅曼努斯出身於拜占庭的貴族家庭，於君士坦丁堡擔任過高階的官員職位，後來在當時的君士坦丁八世病重彌留之際，其強迫羅曼努斯與元配離婚，以迎娶君士坦丁八世的女兒佐伊為妻。在君士坦丁八世駕崩後的第三天，羅曼努斯正式登上皇帝的寶座。
羅曼努斯被史書記載為一名性格和善但庸懦無為的皇帝。帝國在他的治理下，不僅原有的稅收體系被攪亂，同時軍隊的力量亦被大幅削弱，羅曼努斯本人還親自指揮了一次對阿勒颇以災難性收場的遠征。除此之外，羅曼努斯世與妻子佐伊的政治婚姻相當失敗，在兩人的感情惡化後，羅曼努斯成功挫敗了佐伊對自己數次的篡位陰謀，其中還包括兩次圍繞著佐伊之妹狄奧多拉為中心的密謀。此外在其統治期間，羅曼努斯另投入大量的資金用於建造與修復教堂以及修道院。
羅曼努斯在位僅短短的六年便去世了，死因極有可能是死於謀殺，在他逝世後，皇位由妻子佐伊年輕俊秀的情人米海爾四世繼任。

## 生平

### 家庭和早年

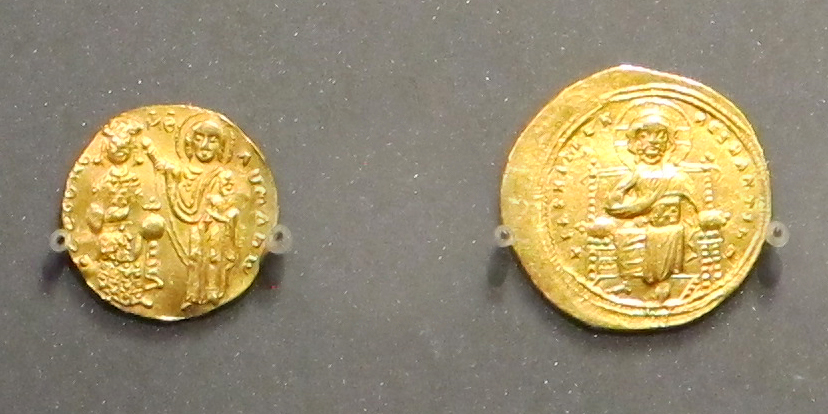
刻有羅曼努斯三世肖像的諾米士馬金幣

羅曼努斯·阿爾吉羅斯出生於968年，為阿爾吉羅斯家族一名身分不詳成員的兒子。他的父親可能是於958年擊退马扎尔人襲擊的波弗斯·阿爾吉羅斯（Pothos Argyros，有部分學者認為應是另一位同名同姓的波弗斯·阿爾吉羅斯），或者是尤斯塔西奧斯·阿爾吉羅斯（Eustathe Argyros），此人在950年為紀念羅曼努斯二世寫了一首詩作而名噪一時。而羅曼努斯的祖父是另一位羅曼努斯·阿爾吉羅斯的兒子，其妻子則為拜占庭皇帝羅曼努斯一世（公元919年－944年在位）之女阿加莎（Agathe）。
羅曼努斯有多名兄弟姐妹，分別是：曾於巴西尔二世（976年－1025年在位）麾下擔任將軍和總督的巴西爾·阿爾吉羅斯。和同樣也在巴西爾二世手下任職的利奧·阿爾吉羅斯（Léon Argyros），利奧日後於1017年在意大利被殺害。以及嫁給了執事長官瓦西里·斯科莱鲁的普爾科莉婭·阿爾吉羅普琳娜（Pulchérie Argyropoulina）。另一名姊妹則與在羅曼努斯統治時期擔任安条克總督的君士坦丁·卡蘭特諾斯（Constantine Karanténos）成婚。此外還有與威尼斯总督彼得羅二世·奧瑟羅之子喬凡尼·奧瑟羅成婚的瑪麗亞·阿爾吉羅普琳娜。
羅曼努斯曾擔任過奥普西金军区的司法官，官銜為「衛兵司令」（該頭銜是拜占庭最高司法級別之一，通常被授予高階將領或省督），在他任職期間，曾利用職權迫害過阿克摩尼亞地區的異教徒。隨後，他被晉升為司法裁判官（帝國首都君士坦丁堡的高級司法官員），並成為君士坦丁堡有蓋競技場（即帝國高等法院）的法官之一。他在這個職位上的經歷，於當時著名法學家尤斯塔西奧斯·羅曼奧斯所彙編的法律判決綱要集《佩拉》（Peira）中被提及，《佩拉》一書裡記載到，羅曼努斯被進一步拔擢為「貴族」（帝國的高級榮譽頭銜，僅少數人持有）和「執事官」（聖索菲亞大教堂的管理者），同時他繼續主持帝國的高等法院。在君士坦丁八世統治時期，他還擔任君士坦丁堡的城市行政官一職，正是因為該職位的緣故，讓羅曼努斯正式成為元老院的領袖和皇帝的首席副官之一。

### 統治

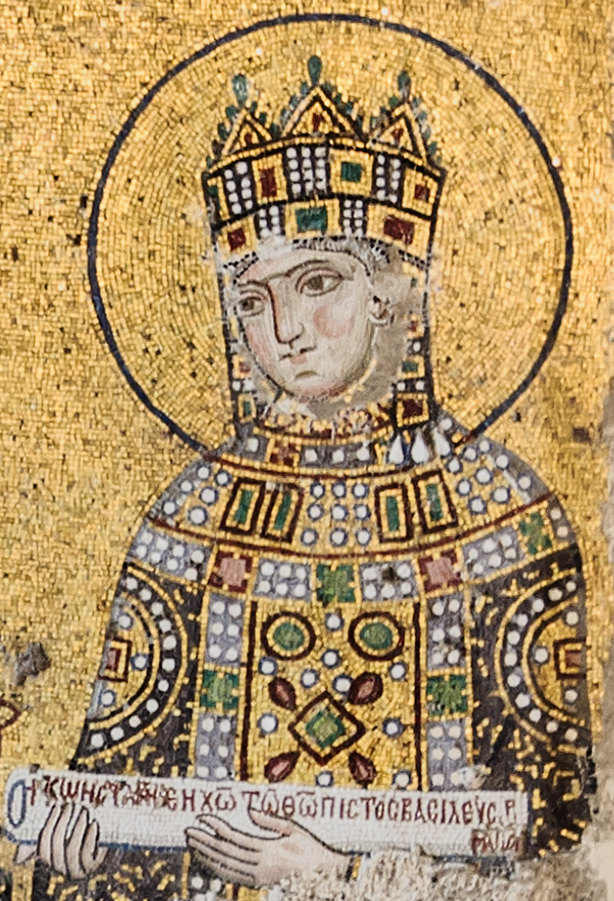
聖索菲亞大教堂內佐伊女皇的鑲嵌畫像

1028年末，君士坦丁八世躺在他的病床上奄奄一息，病重垂死的皇帝希望能確保馬其頓王朝的存續，但是他卻沒有兒子，為此君士坦丁八世決定傳喚遠在安条克的君士坦丁·達拉瑟諾斯趕赴都城，準備與他的二女兒佐伊結婚並繼承皇位。當時君士坦丁·達拉瑟諾斯正擔任安條克的都督（doux），他是一名經驗老到的軍事指揮官，同時出身於對帝國擁巨大影響力的貴族家庭，並且堅定地效忠於朝廷。但君士坦丁八世的顧問們不願見到一名強而有力的軍事將領成為新任皇帝，為此，他們最終說服皇帝改變主意，選擇更容易受人擺佈，且深居簡出的羅曼努斯作為帝國繼任者。君士坦丁八世強迫羅曼諾斯與他的元配離婚（後來她被送往修道院），好讓時年60歲的羅曼努斯迎娶當時已50歲的佐伊為妻。這場婚禮於公元1028年的11月12日舉行，君士坦丁八世在婚禮結束後的第三天便病重離世，羅曼努斯隨即登基成為拜占庭帝國的皇帝。
雖然成為新皇帝的羅曼努斯三世渴求立下豐功偉業，但他的統治卻幾乎毫無建樹。羅曼努斯三世儘管已年過花甲卻依然衣冠楚楚、舉止典雅，富有文化品味，不過他確實能力平庸且意志軟弱，卻又企圖模仿歷史上的傑出人物，羅曼努斯三世將馬可·奧理略視為理想中的君主，期望自己能成為一名像他那般偉大的哲學家皇帝，不僅如此，羅曼努斯三世還試圖仿效圖拉真率領大軍馳聘沙場，建立顯赫的戰功。此外在其統治期間，他另花費巨額資金大興土木，捐贈大筆金錢用於興建修繕教堂和修道院。由於羅曼努斯三世竭力減輕帝國貴族應繳納的稅賦金額，他的舉動嚴重破壞了帝國的財政。先前的拜占庭皇帝，如巴西尔二世便曾大力打擊凌駕於平民之上且握有特權的顯貴階層。而作為貴族菁英出身的羅曼努斯三世即位後卻放棄原本保護農民的政策。致使農民階層再也無法抵抗貴族的龐大勢力，進而讓貴族們得以大肆剝削與兼併擁有土地的小農，最終使帝國越發陷入農奴制的困境裡。不當的經濟政策反過來破壞了拜占庭軍隊傳統的徵兵基礎。稅基和本國軍隊來源的減少對帝國局勢產生長期的不良影響。隨著稅金收入萎縮而導致的國家財政困難，連帶削弱了帝國招募軍隊的能力。

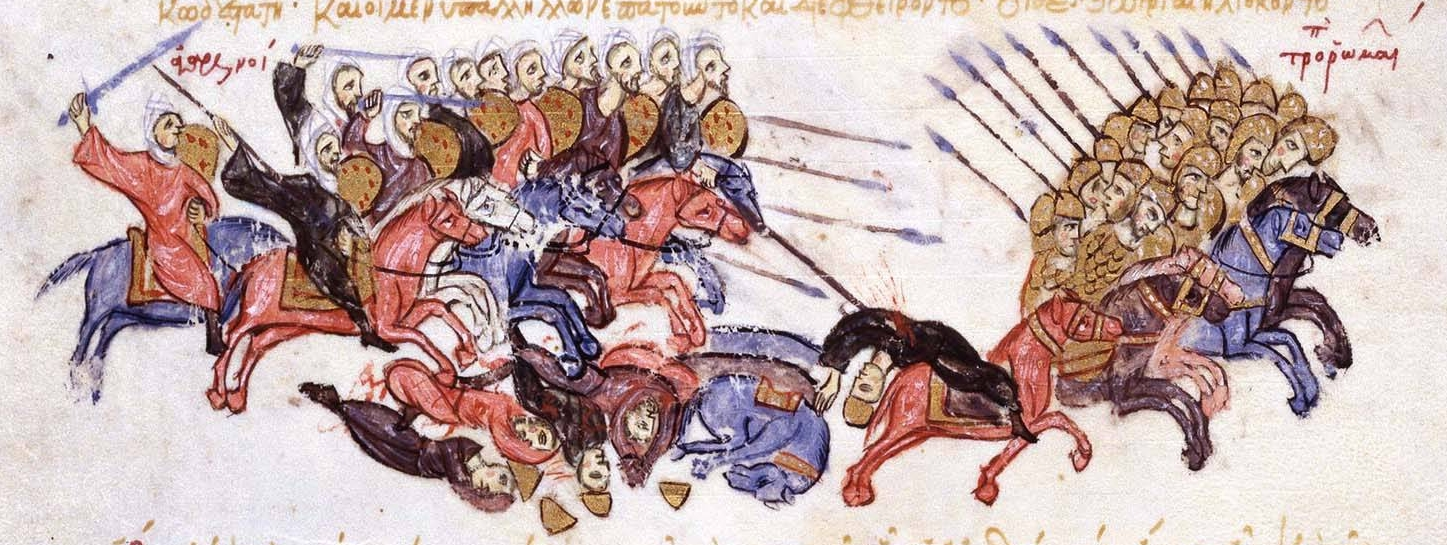
於阿扎茲之戰 (1030年)中，阿拉伯人騎兵追擊敗退的拜占庭軍隊

公元1030年，儘管阿勒颇的米爾達西王朝早已接受拜占庭人的統治，但羅曼努斯三世仍決定御駕親征阿勒頗當地，發起一趟以災難性收場的遠征。在這次戰役中，拜占庭大軍選擇在一處沒有水源的地方安營扎寨，且派出的偵察部隊也遭到敵軍的伏擊，除此之外，由拜占庭騎兵所發動的一次攻勢亦被敵方擊退。那天夜裡，羅曼努斯三世召開了一次帝國會議，士氣低落的拜占庭人決定放棄戰爭返國，羅曼努斯三世同時下令將攻城器械付之一炬，1030年8月10日，拜占庭軍隊離開營地開始往安條克撤退。這時拜占庭一方的軍紀渙散，隊伍中的亞美尼亞人傭兵更利用撤退的機會，趁機搶奪營地裡的物資。阿勒頗的埃米爾在此時派出軍隊發起進攻，拜占庭大軍於這場阿扎茲之戰中全面潰敗，兵士們紛紛逃離戰場。僅剩赫塔雷亞衛隊仍堅守著陣地，羅曼諾斯本人則幾乎被敵軍俘虜。對於拜占庭軍隊在該場戰役中的損失人數，於不同的文獻紀錄中有所差異：約翰·斯凱利茲記載拜占庭人經歷了一次「可怕的潰敗」，部分士兵更在潰逃的混亂中被戰友踩踏而死。而安條克的葉海亞則寫道，拜占庭軍隊的實際傷亡人數並不多。另外據葉海亞所述，拜占庭一方有兩名高級軍官戰死，另一名軍官則被阿拉伯人俘虜。在經歷阿扎茲之戰的慘敗後，拜占庭軍人成為了百姓們口中的「笑柄」。
儘管贏得這場勝利，但阿勒頗的埃米爾仍舊選擇與拜占庭帝國進行談判，雙方簽署了一項條約，使阿勒頗成為帝國的附庸，並允許拜占庭人派出的總督負責管理這座城市。1032年，乔治·马尼亚克攻占且成功守衛住幼发拉底河東岸的重鎮埃德薩，並在亚得里亚海擊敗了一支撒拉森人的艦隊，但這一連串的勝利卻並未讓羅曼努斯三世恢復他早年的聲望。
羅曼努斯三世在位期間面臨過數次的奪位陰謀，這些密謀主要圍繞在他妻子佐伊的妹妹狄奧多拉身上。1029年，狄奧多拉計劃下嫁給保加利亞的普列西安，並與他共謀篡奪皇位。在陰謀被發現後，普列西安被皇帝刺瞎雙眼，並勒令其剃髮出家成為修士，不過狄奧多拉並沒有受到羅曼努斯三世的懲罰。1031年，狄奧多拉又再度捲入一場陰謀之中，這次是與色米姆的執政官君士坦丁·第欧根尼同謀，事發後君士坦丁·第歐根尼自殺身亡，狄奧多拉則被禁錮於佩特里翁（Petrion）的僧院裡。

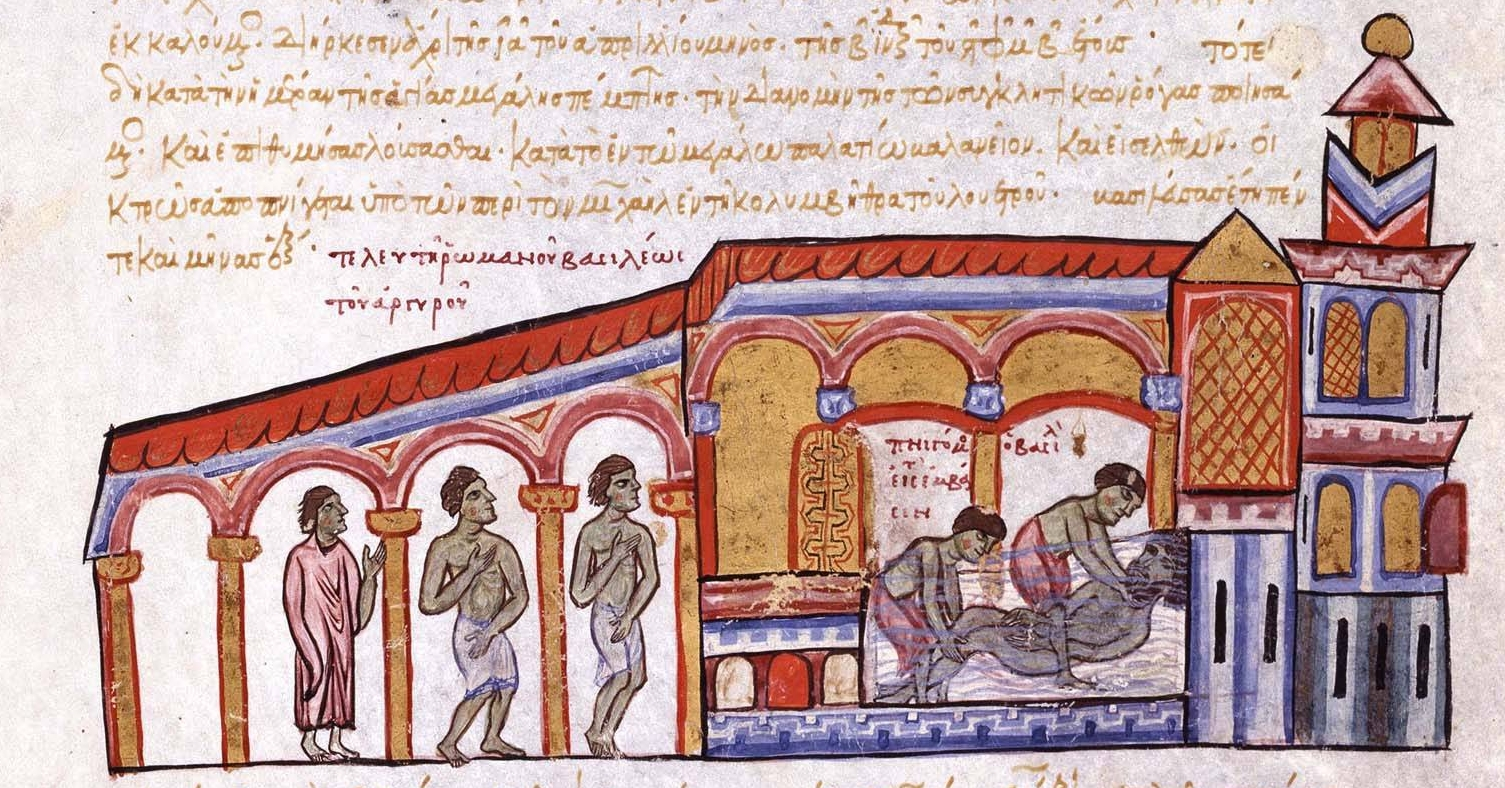
歷史學家約翰·斯基里澤斯所著的編年史中，描繪羅曼諾斯三世遭人溺死於浴缸中的插圖

為了減少宮廷的巨額開支，羅曼諾斯三世決定縮減和限制他妻子的開銷，但他徒勞無功地舉動只招來佐伊的憎恨，反倒加劇了兩人原本就已疏遠的夫妻關係。羅曼諾斯三世私下包養了一名情婦。他的妻子佐伊則迷戀上高級宮廷太監孤兒院長約翰俊美的兄弟米海爾。而羅曼諾斯三世對此事一無所知，還讓米海爾成為他的私人僕從之一。在狄奧多拉圖謀皇位的陰謀中倖存下來後，羅曼諾斯三世於1034年4月11日駕崩。死因極有可能是被他的妻子下藥毒死。另有人猜測羅曼諾斯三世是在佐伊的命令下於浴室中被人淹死。在羅曼諾斯三世去世後，他被埋葬於自己下令建造的薩瑪提亞的聖喬治教堂內。
佐伊和米海爾在羅曼努斯三世死後的同一日結婚。第二天，這對夫婦傳召君士坦丁堡普世牧首阿歷克塞前來為新皇帝主持加冕典禮。起初普世牧首拒絕與他們合作，但很快地，他便被送到眼前五十磅黃澄澄的金子改變了主意，欣然幫米海爾加冕成為拜占庭帝國的新皇帝米海爾四世。

## 註腳
1. 1 2  Cheynet & Vannier 2003，第68頁.
2. ↑  Cheynet & Vannier 2003，第64–65頁.
3. ↑  Cheynet & Vannier 2003，第63–64, 68頁.
4. ↑  Cheynet & Vannier 2003，第72–73頁.
5. 1 2 3  Cheynet & Vannier 2003，第73頁.
6. ↑  Cheynet & Vannier 2003，第69頁.
7. ↑  Cheynet & Vannier 2003，第69–70頁.
8. 1 2  Cheynet & Vannier 2003，第70頁.
9. ↑  Patlagean 2007，第131–132頁.
10. ↑  Treadgold 1997，第584頁.
11. 1 2 3  Duggan 1997，第145頁.
12. 1 2 3  Ostrogorsky 1969，第322頁.
13. 1 2  Ostrogorsky 1957，第286頁.
14. 1 2  Shepard 2010，第102頁.
15. 1 2 3 4  Wortley 2010，第359–360頁.
16. 1 2  Zakkar 1971，第116頁.
17. 1 2  Norwich 1991，第273頁.
18. 1 2  The Oxford Dictionary of Byzantium, Oxford University Press, 1991
19. ↑  Sewter 1966，第43頁.
20. ↑  Stevenson 1968，第256頁.
21. ↑  Angold 2004，第224頁.
22. ↑  Garland 1999，第161–162頁.
23. ↑  Finlay 1853，第471頁.
24. ↑  Norwich 1991，第276頁.
25. ↑  Ostrogorsky 1969，第324頁.
26. ↑  Norwich 1991，第279–80頁.
27. 1 2  Garland, Zoë Porphyrogenita
28. ↑  Norwich, pg. 279
29. ↑  Treadgold, pg. 586
30. ↑  Finlay, pg. 478

## 延伸閱讀
- Thurn, Hans (编). . Berlin-New York: De Gruyter. 1973  [2021-02-08]. ISBN 978-3-11-002285-8. （原始内容存档于2017-03-15）.
- Lauritzen, F. . Byzantion. 2009, 79: 231–240. ISSN 0378-2506.

## 外部連結
- Romanus coinage （页面存档备份，存于）

| 羅曼努斯三世 马其顿王朝出生于：968年逝世於：4月11日1034年 | 羅曼努斯三世 马其顿王朝出生于：968年逝世於：4月11日1034年 | 羅曼努斯三世 马其顿王朝出生于：968年逝世於：4月11日1034年 |
| 統治者頭銜                                                | 統治者頭銜                                                | 統治者頭銜                                                |
| --------------------------------------------------------- | --------------------------------------------------------- | --------------------------------------------------------- |
| 前任者： 君士坦丁八世                                     | 拜占庭皇帝 1028年11月15日－1034年4月11日 與佐伊共治       | 繼任者： 米海爾四世與佐伊                                 |